# (6083) Janeirabloom
(6083) Janeirabloom est un astéroïde de la ceinture principale.

## Description
(6083) Janeirabloom est un astéroïde de la ceinture principale. Il fut découvert le 25 septembre 1984 à la station Anderson Mesa par Brian A. Skiff. Il présente une orbite caractérisée par un demi-grand axe de 2,24 UA, une excentricité de 0,18 et une inclinaison de 5,7° par rapport à l'écliptique.

## Compléments